# Référendum constitutionnel de 1964 en république du Congo (Léopoldville)
Un référendum constitutionnel a lieu du 15 juin au 10 juillet 1964 en république du Congo (Léopoldville). La population est amenée à se prononcer sur une proposition de constitution, qu'elle approuve à une très large majorité.
Le texte constitutionnel, appelé "Constitution de Luluabourg" du nom de la ville où elle fut élaborée, instaure la première république,. Il s'agit alors de l'aboutissement d'un processus planifié par la loi fondamentale proclamée peu avant l'indépendance en 1960.
Le pays, qui se faisait appeler "république du Congo-Léopoldville" pour se distinguer du Congo voisin, dit "Congo-Brazzaville", prend le nom de république démocratique du Congo le 1er août suivant lors de la promulgation de la nouvelle constitution.

## Résultats du référendum de 1964
Les électeurs sont amenés à voter par le biais d'un bulletin « pour » de couleur verte, ou d'un bulletin « contre » de couleur noire. En l'absence de fichier électoral dans le pays, le chiffre de la participation est inconnu.
| Choix                | Choix                | Votes     | %     |
| -------------------- | -------------------- | --------- | ----- |
|                      | Pour                 | 2 151 122 | 90,82 |
|                      | Contre               | 217 329   | 9,18  |
|                      |                      |           |       |
| Votes valides        | Votes valides        | 2 368 451 | 98,51 |
| Votes blancs et nuls | Votes blancs et nuls | 35 688    | 1,49  |
| Total                | Total                | 2 404 139 | 100   |

| Pour 2 151 122 (90,82 %) |  | Contre 217 329 (9,18 %) |
| ▲                        |  |                         |
| Majorité absolue         |  |                         |